# Thirasia
Thirasia (řecky Θηρασία) je ostrov v Egejském moři, který je součástí ostrovní skupiny Santorini v souostroví Kyklady v Řecku. Ostrov je 5,7 km dlouhý od severu k jihu a 2,7 km široký. Nachází se západně od Théry. Tvoří zároveň stejnojmennou komunitu o rozloze 9,246 km². Nejvyšším bodem je Profitis Ilias s nadmořskou výškou 295 m. Ostrov je součástí obecní jednotky Oia.

## Obyvatelstvo
V roce 2011 žilo na ostrově 319 obyvatel. Celý ostrov tvoří jednu komunitu, která se skládá z jednotlivých sídel, tj. měst a vesnic. V závorkách je uveden počet obyvatel jednotlivých sídel.
- Obecní jednotka a komunita Thirasia (319) — Agia Irini (39), Agrilia (2), Ormos Korfou (5), Potamos (113), Thirasia (Manolas) (160).